# 深浦康市
深浦 康市（ふかうら こういち、1972年2月14日 - ）は、日本将棋連盟所属の将棋棋士である。棋士番号201。長崎県佐世保市出身。花村元司九段門下。愛称は「地球代表」。

## 棋歴

### プロ入り前
1984年に奨励会に入会。5級昇級に1年かかったがその後は順調に昇級・昇段し、1991年10月1日に19歳でプロデビュー（四段昇段）を果たす。

### プロ入り後
デビュー直後から頭角を現し、1993年（1992年度）の全日本プロ将棋トーナメントにおいて、決勝五番勝負で米長邦雄を3-2で破って優勝。
1993年度、早指し新鋭戦で優勝。これにより、同年度の早指し将棋選手権への出場資格を得たが、こちらでも優勝（決勝の相手は羽生善治）。一つの年度にテレビ東京の両棋戦で通しの優勝を成し遂げたのは深浦だけである。
以上のように、四段でありながらの年間優勝3回という成績により、この年度の将棋大賞の新人賞と敢闘賞を同時受賞。五段昇段前にこうした実績を挙げていたため、当時、棋士仲間から「深浦君は、まだ四段なの？」と、からかい混じりに褒められていた。
タイトル初挑戦は、羽生善治に挑戦した 1996年度の第37期王位戦である。しかし、1勝4敗でタイトル獲得はならなかった。このシリーズの第一局では、初手に端歩を突き（▲9六歩）、位取り中飛車に構える極めて珍しい作戦（5五龍中飛車）を採用して話題となった。また、九州で行われた第３局に婚約者とその両親を対局場に招待するという、粋なところを見せた。
また、通算勝率7割以上を長く保っていた深浦であるが、順位戦ではデビュー以来C級2組のままで停滞していた。しかし、結婚直後の1997年度から2期連続昇級でB級2組に昇級する。しかし、B級2組の1年目では9勝1敗の成績を挙げながら、不運にも3年連続昇級を逸する。
1999年から2001年にかけて、早指し新鋭戦で3連覇を果たす。
2003年（2002年度）、準タイトル戦の第21回朝日オープン将棋選手権において、初代朝日選手権者の堀口一史座に挑戦し3-1で奪取して、2代目の朝日選手権者となる（翌年、羽生善治に奪取される）。

### 王位を獲得し三連覇
2007年度、第48期王位戦で羽生善治に挑戦。11年前と同じタイトル戦で同じ顔合わせとなった。七番勝負はフルセットの熱戦となったが、4勝3敗で制し、35歳にして初タイトルとなる王位奪取に成功して、「九州にタイトルを持って帰る」という対局前の言葉を現実のものとした。九州出身棋士のタイトル獲得は、1984年の加藤一二三（福岡県出身）以来23年振りで、奇しくも同じタイトル（王位）であった。七番勝負の中で、特に最終局（第7局、出だしは後手の羽生の中飛車）は、中盤から終盤にかけての攻防が非常に難解で、NHK BS2の囲碁・将棋ジャーナルで解説をした佐藤康光は「歴史的な終盤の名局」と絶賛。この対局は将棋世界2008年3月号の「プレイバック2007（プロ棋士が選ぶ2007年名局集ベスト10）」で第1位に輝き、第35回将棋大賞の名局賞を羽生とともに受賞した。このタイトル奪取時には地元佐世保で号外が出たという。
2008年度、初のタイトル防衛戦となる第49期王位戦七番勝負で、リターンマッチを仕掛けてきた羽生をフルセットの末に破り、2連覇。同時に準タイトル戦の朝日オープンを含めタイトル獲得3期の扱いとなり、規定により九段昇段を果たす。
同年、第2回朝日杯将棋オープン戦で史上39人目となる通算600勝（将棋栄誉賞）を達成。600勝到達時の勝率6割8分1厘(281敗)は、羽生善治、大山康晴、中原誠の3人の大棋士に次ぐ歴代4位の記録で、谷川浩司、佐藤康光、森内俊之、渡辺明といった永世称号資格取得者すら上回る高勝率であった。第29回将棋日本シリーズでは同門兄弟子の森下卓に決勝戦で敗れて準優勝。
2009年（2008年度）、羽生に挑戦した第58期王将戦七番勝負では、第5局終了時点で3勝2敗とし初の二冠に王手をかけるとともに、羽生との対戦成績を26勝26敗のタイとした。しかし、第6局、第7局で連敗し、タイトル奪取はならなかった。
2009年度、第22期竜王戦で羽生を破り、初めて1組で優勝。第50期王位戦七番勝負では木村一基の挑戦を受ける。最初の3局で3連敗して防衛失敗の瀬戸際に追い込まれ、負けられない状況となった。しかし、出身地の長崎県佐世保市で行われた第4局に勝利したのをきっかけに4連勝を返し、史上2度目となる3連敗4連勝での逆転防衛で、3連覇を果たした。深浦は防衛成功後のインタビューでは、「内容はひどかった。いかに地元での対局を戦うかということで、その辺りから集中できた。」と語った。第30回将棋日本シリーズでは昨年に引き続き決勝戦へ進出したが、谷川浩司に敗れて2度目の準優勝。

### 2010年代～現在
2010年度、第81期棋聖戦で羽生への挑戦権を得たものの、年度前半の勝率は4割台と不調。棋聖戦では（初めての五番勝負・1日制のタイトル戦）、3連敗のストレート負け。また、その直後の第51期王位戦で広瀬章人に2勝4敗（2千日手）で敗れ、3年ぶりに無冠となった。なお、この王位戦の第6局（最終局）は、第38回将棋大賞の名局賞に選ばれた。
2011年度、佐藤天彦六段を破り、第82期棋聖戦で羽生への挑戦権を獲得するも、3連敗でタイトル奪取ならず。
2012年度、第25期竜王戦で山崎隆之を破り、2度目の1組優勝。
2013年度、第72期順位戦のA級にて5勝4敗の成績で終え、初めての勝ち越し残留に成功した。
2015年度、第23期銀河戦では決勝で佐藤天彦を破り、実に12年ぶりの一般棋戦優勝を果たした。第36回将棋日本シリーズでは決勝戦で三浦弘行に敗れて3度目の準優勝。将棋日本シリーズ戦で優勝経験がない棋士の中で、最多の準優勝回数となった。
2016年度、第75期順位戦における佐藤康光とのA級順位戦の対局が、深浦にとっては敗局だが、第44回将棋大賞の名局賞に選ばれた。3度目の名局賞となる。
2017年11月3日、第67期王将戦挑戦者決定リーグ戦で斎藤慎太郎に勝ち、史上19人目となる公式戦通算800勝（将棋栄誉敢闘賞）を達成した。
2018年度、第31期竜王戦で2組2位で決勝トーナメントに進出し挑戦者決定戦まで進出したが、広瀬章人に1勝2敗で敗れ、竜王挑戦を逃した。また、第77期A級順位戦は、2勝7敗でクラス9位の結果に終わり、4度目のB級1組降級となった。
2019年度の第69回NHK杯将棋トーナメントにて、稲葉陽、増田康宏といった若手実力者を退けて、同棋戦初優勝を果たした。
2020年度の第79期B級1組順位戦では、初めの3戦を2勝1敗としたものの、以降は7連敗と大苦戦する。それでも12回戦で丸山忠久に勝利したことで、最終局に勝利すれば僅かながら残留の目が残る状態になったが、木村一基を相手に敗戦。結果的に最下位の13位で終わり、第60期（2002年度）以来のB級2組陥落となった。
2023年度には第82期順位戦B級2組で健闘し、8回戦終了時で7勝1敗とB級1組復帰まで後1勝と迫ったが、残り2戦を連敗し、復帰はならなかった。

### 順位戦における不運
- 1993年度、2度目のC級2組順位戦（第52期）最終局で三浦弘行に敗れ、深浦が7勝3敗、三浦が8勝2敗になった。このことが後々の不運の遠因となっている。
- 1994年度、3度目のC級2組順位戦（第53期）で、順位の差で9勝1敗で4位（次点）。このときの昇級者は、久保利明（10-0）、三浦弘行（9-1）、中川大輔（9-1）。
- 1999年度の第58期B級2組順位戦では、9勝1敗で3位（次点）。このときの昇級者は、いずれも9勝1敗の藤井猛と三浦弘行で順位の差で昇級を逃す。

9勝1敗で昇級を逃した経験が2度ある棋士は、順位戦の長い歴史の中でも深浦だけである。
- 2003年度、第62期B級1組順位戦では最終成績11勝1敗とし、最終局まで2局残した状態で初のA級昇級を決める。
- 2004年度、第63期A級順位戦は、最終9回戦で羽生に勝てば勝ち越しで残留であったが、敗れたため谷川浩司、丸山忠久、三浦弘行、鈴木大介とともに5名で4勝5敗に並んで終える。深浦は昇級直後で順位において下位（9位）であったため、B級1組へ降級となった。
- 2005年度、第64期B級1組順位戦では最終成績10勝2敗とし、最終局まで2局残した状態で1期でのA級復帰を決める。
- 2006年度、2度目のA級となった第65期A級順位戦は、佐藤康光、丸山忠久、藤井猛、久保利明、三浦弘行とともに6名で4勝5敗に並んで終える。またしても順位で下位（再び9位）であったため、B級1組へ降級（最終局で勝利するものの、残留争いでライバルとなっていた久保利明と丸山忠久がそれぞれ佐藤康光と郷田真隆[注 6]に勝利したため）。

A級順位戦で4勝しながら降級した経験が2度ある棋士は、順位戦の長い歴史の中でも深浦だけである。
- 2007年度、第66期B級1組順位戦では最終成績9勝3敗とし、最終局まで2局残して鈴木大介と共にA級復帰を決める。
- 2008年度、3度目のA級となった第67期A級順位戦では、三浦弘行、鈴木大介とともに3勝6敗という最下位の成績に終わり、順位が上の三浦が残留、深浦と鈴木が降級した。なお、A級在籍のタイトル保持者がB級1組に陥落するのは史上初である（当時は王位）[注 7]。これで、A級とB級1組との間を6年連続で往来したことになる。

なお、4度目となる第71期A級順位戦（2012年度）では3勝6敗であったが、2勝7敗者が3名いたため7位となり、自身初のA級残留を決めている。

## 棋風
若手時代から、手厚さ、強靭な受けを特徴とする安定した将棋を指す棋風であり、長年、棋界指折りの通算勝率（約7割）を維持した。その一方、数々の大舞台で深浦と戦っている羽生善治は、深浦の将棋を「アグレッシブ」、「積極的」と評している。精神的には負けん気の強さと不屈の精神が持ち味。
基本的には居飛車党であり、矢倉、角換わり、雁木を指すことが多い。2006年頃以降は振り飛車戦法も指す、いわゆるオールラウンドプレーヤーになっており、また、積極的な攻めも合わさった幅の広い棋風となってきている。2007年からの羽生とのタイトル戦でもその傾向が見られる。
序盤の研究家としての側面もあり、序盤作戦の指針となる『これが最前線だ!』『最前線物語』『最前線物語2』の三部作を著している。

## 人物・エピソード
- 奨励会入会時12歳で単身長崎県から埼玉県の親戚宅に居候。中学を卒業と同時に15歳でアパートを借りて一人暮らしを始めているが、家賃の支払いが遅れて泣きながら大家に謝ったこともある。高校進学はほとんど考えていなかった[13]。
- サッカー好きであり、日本将棋連盟 のサッカー部初代部長を務めた[14]。
- 1996年に現在の夫人と結婚。同年に深浦が風邪をこじらせて入院してしまった際に、入院先の病院で夫人が看護師を務めており、出身が同じ長崎県ということで意気投合したのがきっかけ[15]。深浦によれば、同病院の院長が米長邦雄とゴルフ仲間だったり、夫人以外にも長崎県出身者を多く採用していたりと、不思議な縁がいくつもあったという[16]。前述の通りこの年の王位戦の対局に夫人（当時は婚約者）と両親を前夜祭や対局場に招待しているが、実際には両親が将棋棋士という職業を知らなかったことで、結婚に反対していたのを説得する目的があった[16]。
- 1999年から2000年まで将棋漫画「歩武の駒」（週刊少年サンデー）の監修を務めた。
- 2006年7月2日に行われたJT将棋日本シリーズ・対丸山忠久戦において途中、同一局面が4回現れ千日手指し直しとなるはずが、両対局者、記録係、大盤解説者（加藤一二三）、聞き手（中倉宏美）の誰もが気付かず対局が進められた（結果は深浦勝ち）という珍しい事件が起こった[注 8]。
- 2013年度は前述通りA級の初勝ち越しを決めたが、同年度の第55期王位戦予選において、女流棋士の甲斐智美に敗れるという大金星を献上してしまった[17]。青野照市以降、女流に敗れた2人目のA級棋士となった[17]が、青野は早指し棋戦であるNHK杯であった[17]ため、長時間の棋戦では深浦の敗戦が初である。
- NHK-BS2で毎年正月に放送される「大逆転将棋」（司会は神吉宏充）では、ゲストがプロに勝てる可能性を作る変則ルールの将棋が行われる。深浦は、その変則ルールのアイデアマンを務めた。
- 朝食は生粋のご飯党で、生卵は欠かさないという。また、粘り強さを出すために、対局の朝には必ず納豆と生卵を食べることが日常化しているとのこと。
- 羽生善治に対しては、2007年第48期王位戦で羽生からタイトルを奪い、翌年、羽生を相手に自身初の防衛戦で勝利するなど善戦している[注 9]。その一方で、兄弟子である森下卓とは共同研究をする仲だからなのか、第29回JT将棋日本シリーズ決勝で森下と対戦した際のインタビューで「羽生さんよりも森下さんとの対局の方がやりにくい」と語っている[注 10]。なお、森下はこれに対し、「奨励会時代、あるいは若手の時に深浦君ぐらい努力した棋士は多いかもしれない。しかし、三十半ばを過ぎても深浦君ほど努力している棋士は数人だろう」と評し[18]、この努力が羽生に対して臆することなく立ち向かう自信の源になっているのだろうと指摘している。特にたとえ羽生が相手でも臆してはいけないという気持ちから出た「羽生さんと殴り合いの喧嘩をしたら勝つ」の言葉は、熱い闘志の表れとして知られる[4]。
- 「一人のことばかり考えるという点で番勝負は恋愛に似ている」「(対局日が迫るにつれて)羽生さんのことばかり考えています」「（羽生善治が長考前にメガネを外すと) 羽生さんの素顔を見られるので、ドキッとしてしまいます」[4]などの発言から、「恋愛流」と評されることもある[19]。
- 時にメディアで「羽生世代の一人」と書かれることがあるが、一般的に「羽生世代」と呼ばれている棋士達より学年で1 - 2年若い。
- 「地球代表」という異名で呼ばれることもある[20][21]。元々はインターネット上に書き込まれた「もし将棋星人が攻めてきて地球の運命を賭けて将棋を指すことになったら、地球代表は（当時、王位を獲得するなど勢いのあった）深浦でなく（実績が十分な）羽生だ」という（深浦にとってはネガティブな）ジョークがきっかけだった。しかし藤井聡太がプロ棋士となり快進撃を続けるようになってからは藤井を立て続けに破ったことから「（圧倒的な成績を誇る）羽生や藤井聡太こそが将棋星人で、地球代表は（彼らに強い）深浦である」というミームに変化し、深浦自身の愛称として定着した。本人もこの愛称で呼ばれていることは知っているようで、将棋フォーカスのインタビューでは「勝負強さを認められており、うれしさを感じている。」と発言している[22]。
- 第76期順位戦の史上最多6人によるプレーオフの「立役者」として語られることがある。これは第76期順位戦最終局の挑戦者決定に関わる4対局の内、3対局が最多であった6人によるプレーオフの可能性が残る結果で終わっており、深浦の対局が最後に残った[注 11]。そして深浦が勝つことによって6者プレーオフが決定した。プレーオフ第四戦ではネット中継の解説として登場し深浦自身から上述した地球代表の話題が出、プレーオフ第五戦のネット中継の解説では視聴者プレゼントの色紙に「地球代表　深浦康市」と記した。
- 佐藤康光（4回担当）・木村一基（3回担当）に次ぐNHK「将棋講座」講師3回担当者である。（2001年度前期、2018年度後期、2025年度前期）
- 息子は将棋とサッカーをやっており、「ピラメキーノ」の3ONストライカーに出演したことがある。
- 2012年6月8日、日本将棋連盟非常勤理事に就任（ - 2015年）[23]。
- 2018年6月末にフットサルで右肩を脱臼する怪我を負い[24]、第31期竜王戦挑戦者決定三番勝負最終局で指し手を右手に戻すまでの2ヶ月ほどの間は左手で指していた[25]。

## 弟子

### 棋士となった弟子
| 名前       | 四段昇段日   | 段位、主な活躍        |
| ---------- | ------------ | --------------------- |
| 佐々木大地 | 2016年4月1日 | 七段、タイトル挑戦2回 |
| 齊藤優希   | 2025年4月1日 | 四段                  |

（2025年4月1日現在）
- 長崎県対馬市出身の佐々木を始め他の弟子も九州出身者が多く、東京や関東圏出身者はいない。これについて「地元の方から手を差し伸べてもらい、師匠（花村元司九段）などにも橋渡しをしてもらったという恩がありますから。できるだけ、プロ棋士となかなか出会えない地方出身者から弟子を取ろうと思っています」と語っている[13]。

## 昇段履歴
- 1984年12月10日 : 6級 = 奨励会入会
- 1985年11月28日 : 5級
- 1986年03月20日 : 4級
- 1986年05月20日 : 3級
- 1986年07月20日 : 2級
- 1986年02月10日 : 1級
- 1987年07月20日 : 初段
- 1988年06月10日 : 二段
- 1988年10月10日 : 三段
- 1991年10月01日 : 四段（プロ入り = 第9回奨励会三段リーグ2位）
- 1994年08月27日 : 五段（勝数規定 ／公式戦100勝）
- 1997年07月22日 : 六段（勝数規定 ／五段昇段後公式戦120勝）
- 2001年06月28日 : 七段（勝数規定 ／六段昇段後公式戦150勝）[27]
- 2004年04月01日 : 八段（順位戦A級昇級）[28]
- 2008年09月26日 : 九段（タイトル合計3期 = タイトル2期、第21回朝日オープン選手権優勝）[29][30]

## 主な成績

### 獲得タイトル
は2025年7月現在の在位。登場・連覇の 太字 は歴代最多記録。
他の棋士との比較は、タイトル獲得記録、将棋のタイトル在位者一覧を参照。
| タイトル                                 | 獲得年度  | 登場 | 獲得期数 | 連覇  | 永世称号（備考） |
| 竜王                                     | －        | 0    | －       | －    | －               |
| 名人                                     | －        | 0    | －       | －    | －               |
| 王位                                     | 2007-2009 | 5回  | 3期      | 3連覇 | －               |
| 叡王                                     | －        | 0    | －       | －    | －               |
| 王座                                     | －        | 0    | －       | －    | －               |
| 棋王                                     | －        | 0    | －       | －    | －               |
| 王将                                     | －        | 1回  | －       | －    | －               |
| 棋聖                                     | －        | 2回  | －       | －    | －               |
| タイトル獲得 合計 3期 / 登場回数 合計8回 |           |      |          |       |                  |

（2011年度棋聖戦戦終了まで）
タイトル戦登場
- 王位：5回（第37期=1996年度、2007年度-2010年度）
- 王将：1回（第58期=2008年度）
- 棋聖：2回（第81期=2010年度-2011年度）

登場回数 合計 8回（2011年度棋聖戦まで）

### 一般棋戦優勝
- 朝日オープン将棋選手権（準タイトル戦） 1回（2002年度 = 第21回）
- 全日本プロトーナメント 1回（1992年度 = 第11回）
- 早指し将棋選手権 1回（1993年度 = 第27回）
- 早指し新鋭戦 4回（1993年度 = 第12回、1999-2001年度）
- オールスター勝ち抜き戦5勝以上 1回（1998-99年度 = 第19回）
- 銀河戦 1回（2015年度 = 第23期）
- NHK杯テレビ将棋トーナメント 1回（2019年度 = 第69期）

合計 10回

### 記録（歴代1位または唯一のもの）
- 全日本プロトーナメント 最低段優勝（四段、1992年度） - 森内俊之と並ぶタイ記録
- 早指し新鋭戦 - 早指し選手権 同一年度での通し優勝（1993年度）
- 早指し新鋭戦 3連覇（1999-2001年度）
- 早指し新鋭戦 最多優勝回数（4回）

### 珍記録
- A級順位戦における4勝5敗での陥落 通算2回（第63、65期）
- 順位戦で9勝1敗での頭ハネ 通算2回（第53期C級2組、第58期B級2組）
- 現役タイトル保持者としてA級から陥落（当時、王位） 第67期（2009年3月3日）

### 将棋大賞
- 第21回（1993年度） 新人賞・敢闘賞
- 第22回（1994年度） 敢闘賞
- 第23回（1995年度） 最多勝利賞・最多対局賞
- 第31回（2003年度） 技能賞・勝率第一位賞
- 第35回（2007年度） 敢闘賞・名局賞（第48期王位戦七番勝負第7局 対羽生善治王位戦）
- 第38回（2010年度） 名局賞（第51期王位戦七番勝負第6局 対広瀬章人六段戦）
- 第44回（2016年度） 名局賞（第75期A級順位戦第8局 対佐藤康光九段戦）

### 在籍クラス
| 開始 年度 | (出典)順位戦出典 | (出典)順位戦出典 | (出典)順位戦出典 | (出典)順位戦出典 | (出典)順位戦出典 | (出典)順位戦出典 | (出典)順位戦出典 | (出典)順位戦出典 | (出典)竜王戦出典 | (出典)竜王戦出典 | (出典)竜王戦出典 | (出典)竜王戦出典 | (出典)竜王戦出典 | (出典)竜王戦出典 | (出典)竜王戦出典 | (出典)竜王戦出典 | (出典)竜王戦出典 | (出典)竜王戦出典 |
| 開始 年度 | 期               | 名人             | A級              | B級              | B級              | C級              | C級              | 0                | 期               | 竜王             | 1組              | 2組              | 3組              | 4組              | 5組              | 6組              | 決勝 T           |                  |
| 開始 年度 | 期               | 名人             | A級              | 1組              | 2組              | 1組              | 2組              | 0                | 期               | 竜王             | 1組              | 2組              | 3組              | 4組              | 5組              | 6組              | 決勝 T           |                  |
| --- | ---------------- | ---------------- | ---------------- | ---------------- | ---------------- | ---------------- | ---------------- | ---------------- | ---------------- | ---------------- | ---------------- | ---------------- | ---------------- | ---------------- | ---------------- | ---------------- | ---------------- | ---------------- |
| 1991 | 50               | 昇段前           | 昇段前           | 昇段前           | 昇段前           | 昇段前           | 昇段前           | 昇段前           | 5                |                  |                  |                  |                  |                  |                  | 6組              | 1-1              | 5-0              |
| 1992 | 51               |                  |                  |                  |                  |                  | C253             | 7-3              | 6                |                  |                  |                  |                  |                  | 5組              |                  | --               | 3-2              |
| 1993 | 52               |                  |                  |                  |                  |                  | C212             | 7-3              | 7                |                  |                  |                  |                  |                  | 5組              |                  | 0-1              | 5-0              |
| 1994 | 53               |                  |                  |                  |                  |                  | C209             | 9-1              | 8                |                  |                  |                  |                  | 4組              |                  |                  | --               | 4-2              |
| 1995 | 54               |                  |                  |                  |                  |                  | C204             | 7-3              | 9                |                  |                  |                  |                  | 4組              |                  |                  | --               | 2-2              |
| 1996 | 55               |                  |                  |                  |                  |                  | C206             | 7-3              | 10               |                  |                  |                  |                  | 4組              |                  |                  | --               | 3-2              |
| 1997 | 56               |                  |                  |                  |                  |                  | C203             | 8-2              | 11               |                  |                  |                  |                  | 4組              |                  |                  | --               | 4-1              |
| 1998 | 57               |                  |                  |                  |                  | C121             |                  | 9-1              | 12               |                  |                  |                  | 3組              |                  |                  |                  | --               | 3-2              |
| 1999 | 58               |                  |                  |                  | B221             |                  |                  | 9-1              | 13               |                  |                  |                  | 3組              |                  |                  |                  | --               | 5-1              |
| 2000 | 59               |                  |                  |                  | B202             |                  |                  | 6-4              | 14               |                  |                  | 2組              |                  |                  |                  |                  | --               | 3-2              |
| 2001 | 60               |                  |                  |                  | B205             |                  |                  | 9-1              | 15               |                  |                  | 2組              |                  |                  |                  |                  | --               | 2-2              |
| 2002 | 61               |                  |                  | B111             |                  |                  |                  | 7-4              | 16               |                  |                  | 2組              |                  |                  |                  |                  | --               | 0-3              |
| 2003 | 62               |                  |                  | B104             |                  |                  |                  | 11-1             | 17               |                  |                  |                  | 3組              |                  |                  |                  | --               | 3-1              |
| 2004 | 63               |                  | A 09             |                  |                  |                  |                  | 4-5              | 18               |                  |                  | 2組              |                  |                  |                  |                  | --               | 2-2              |
| 2005 | 64               |                  |                  | B101             |                  |                  |                  | 10-2             | 19               |                  |                  | 2組              |                  |                  |                  |                  | --               | 1-2              |
| 2006 | 65               |                  | A 09             |                  |                  |                  |                  | 4-5              | 20               |                  |                  | 2組              |                  |                  |                  |                  | 0-1              | 4-0              |
| 2007 | 66               |                  |                  | B101             |                  |                  |                  | 9-3              | 21               |                  | 1組              |                  |                  |                  |                  |                  | 0-1              | 3-1              |
| 2008 | 67               |                  | A 10             |                  |                  |                  |                  | 3-6              | 22               |                  | 1組              |                  |                  |                  |                  |                  | 2-2              | 4-0              |
| 2009 | 68               |                  |                  | B102             |                  |                  |                  | 8-4              | 23               |                  | 1組              |                  |                  |                  |                  |                  | --               | 1-2              |
| 2010 | 69               |                  |                  | B103             |                  |                  |                  | 7-5              | 24               |                  | 1組              |                  |                  |                  |                  |                  | 1-1              | 3-1              |
| 2011 | 70               |                  |                  | B103             |                  |                  |                  | 8-4              | 25               |                  | 1組              |                  |                  |                  |                  |                  | 0-1              | 4-0              |
| 2012 | 71               |                  | A 10             |                  |                  |                  |                  | 3-6              | 26               |                  | 1組              |                  |                  |                  |                  |                  | --               | 1-2              |
| 2013 | 72               |                  | A 07             |                  |                  |                  |                  | 5-4              | 27               |                  | 1組              |                  |                  |                  |                  |                  | 1-1              | 3-1              |
| 2014 | 73               |                  | A 05             |                  |                  |                  |                  | 5-4              | 28               |                  | 1組              |                  |                  |                  |                  |                  | --               | 1-2              |
| 2015 | 74               |                  | A 05             |                  |                  |                  |                  | 3-6              | 29               |                  | 1組              |                  |                  |                  |                  |                  | 1-1              | 3-4              |
| 2016 | 75               |                  | A 08             |                  |                  |                  |                  | 4-5              | 30               |                  | 1組              |                  |                  |                  |                  |                  | --               | 0-2              |
| 2017 | 76               |                  | A 07             |                  |                  |                  |                  | 5-5              | 31               |                  |                  | 2組              |                  |                  |                  |                  | 4-2              | 3-1              |
| 2018 | 77               |                  | A 07             |                  |                  |                  |                  | 2-7              | 32               |                  | 1組              |                  |                  |                  |                  |                  | --               | 0-2              |
| 2019 | 78               |                  |                  | B101             |                  |                  |                  | 7-5              | 33               |                  |                  | 2組              |                  |                  |                  |                  | --               | 3-2              |
| 2020 | 79               |                  |                  | B104             |                  |                  |                  | 3-9              | 34               |                  |                  | 2組              |                  |                  |                  |                  | --               | 1-2              |
| 2021 | 80               |                  |                  |                  | B203             |                  |                  | 3-7              | 35               |                  |                  | 2組              |                  |                  |                  |                  | --               | 2-2              |
| 2022 | 81               |                  |                  |                  | B218             |                  |                  | 4-6              | 36               |                  |                  | 2組              |                  |                  |                  |                  | --               | 1-2              |
| 2023 | 82               |                  |                  |                  | B219             |                  |                  | 7-3              | 37               |                  |                  | 2組              |                  |                  |                  |                  | --               |                  |
| 2024 | 83               |                  |                  |                  | B206             |                  |                  |                  | 38               |                  |                  |                  |                  |                  |                  |                  |                  |                  |
| 順位戦、竜王戦の 枠表記 は挑戦者。右欄の数字は勝-敗(番勝負/PO含まず)。 順位戦の右数字はクラス内順位 ( x当期降級点 / *累積降級点 / +降級点消去 ) 順位戦の「F編」はフリークラス編入 /「F宣」は宣言によるフリークラス転出。 竜王戦の 太字 はランキング戦優勝、竜王戦の 組(添字) は棋士以外の枠での出場。 |                  |                  |                  |                  |                  |                  |                  |                  |                  |                  |                  |                  |                  |                  |                  |                  |                  |                  |

### 年度別成績
| 年度             | 対局数 | 勝数 | 負数 | 勝率   | (出典) |
| ---------------- | ------ | ---- | ---- | ------ | ------ |
| 1991             | 20     | 16   | 4    | 0.8000 | [ 33 ] |
| 1992             | 49     | 33   | 16   | 0.6735 | [ 34 ] |
| 1993             | 53     | 38   | 15   | 0.7170 | [ 35 ] |
| 1994             | 55     | 44   | 11   | 0.8000 | [ 36 ] |
| 1995             | 66     | 46   | 20   | 0.6970 | [ 37 ] |
| 1996             | 44     | 25   | 19   | 0.5682 | [ 38 ] |
| 1997             | 60     | 44   | 16   | 0.7333 | [ 39 ] |
| 1998             | 41     | 28   | 13   | 0.6829 | [ 40 ] |
| 1999             | 46     | 36   | 13   | 0.7347 | [ 41 ] |
| 2000             | 58     | 43   | 15   | 0.7414 | [ 42 ] |
| 1991-2000 (小計) | 492    | 353  | 139  |        |        |
| 年度             | 対局数 | 勝数 | 負数 | 勝率   | (出典) |
| 2001             | 61     | 43   | 18   | 0.7049 | [ 43 ] |
| 2002             | 44     | 28   | 16   | 0.6364 | [ 44 ] |
| 2003             | 46     | 35   | 11   | 0.7609 | [ 45 ] |
| 2004             | 51     | 28   | 23   | 0.5490 | [ 46 ] |
| 2005             | 48     | 31   | 17   | 0.6458 | [ 47 ] |
| 2006             | 44     | 28   | 16   | 0.6364 | [ 48 ] |
| 2007             | 53     | 32   | 21   | 0.6038 | [ 49 ] |
| 2008             | 51     | 27   | 24   | 0.5294 | [ 50 ] |
| 2009             | 54     | 34   | 20   | 0.6296 | [ 51 ] |
| 2010             | 50     | 24   | 26   | 0.4800 | [ 52 ] |
| 2001-2010 (小計) | 502    | 300  | 202  |        |        |
| 年度             | 対局数 | 勝数 | 負数 | 勝率   | (出典) |
| 2011             | 47     | 27   | 20   | 0.5745 | [ 53 ] |
| 2012             | 42     | 22   | 20   | 0.5238 | [ 54 ] |
| 2013             | 30     | 14   | 16   | 0.4667 | [ 55 ] |
| 2014             | 41     | 24   | 17   | 0.5854 | [ 56 ] |
| 2015             | 40     | 21   | 19   | 0.5250 | [ 57 ] |
| 2016             | 42     | 19   | 23   | 0.4524 | [ 58 ] |
| 2017             | 37     | 21   | 16   | 0.5676 | [ 59 ] |
| 2018             | 39     | 18   | 21   | 0.4615 | [ 60 ] |
| 2019             | 39     | 22   | 17   | 0.5641 | [ 61 ] |
| 2020             | 31     | 12   | 19   | 0.3871 | [ 62 ] |
| 2011-2020 (小計) | 387    | 200  | 187  |        |        |
| 年度             | 対局数 | 勝数 | 負数 | 勝率   | (出典) |
| 2021             | 39     | 19   | 20   | 0.4872 | [ 63 ] |
| 2022             | 32     | 13   | 19   | 0.4063 | [ 64 ] |
| 2023             | 38     | 25   | 13   | 0.6579 | [ 65 ] |
| 2021-2023 (小計) | 109    | 57   | 52   |        |        |
| 通算             | 1494   | 920  | 574  | 0.6158 | [ 66 ] |
| 2023年度まで     |        |      |      |        |        |

### その他表彰
- 2007年 長崎県県民表彰･特別賞[67]
- 2009年1月20日 将棋栄誉賞（通算600勝達成）[68]
- 2017年11月3日 将棋栄誉敢闘賞（通算800勝達成）[11]

## 出演

### テレビ
- 将棋講座（NHK教育、2001年4月 - 9月）「深浦康市の将棋を楽しもう！めざせ実力初段」講師
- 将棋フォーカス（NHK Eテレ）番組内将棋講座講師
  - 「深浦康市の振り飛車なんてこわくない」（2018年10月 - 2019年3月）
  - 「雁木王・深浦康市の最新必勝ガイド」（2025年4月 - 9月）

### ラジオ
- 王手！最後のお願い（2020年1月1日、NHKラジオ第1）[69]

## 著書

### 単行本
- これが最前線だ!—最新定跡完全ガイド（1999年4月、河出書房新社、ISBN 4-309-72182-6）
- 最前線物語（2003年9月、浅川書房、ISBN 4-86137-000-0）
- 振り飛車破り超急戦ガイド（2004年3月、日本将棋連盟、ISBN 4-8197-0374-9）
- 3手・5手からの詰将棋 初段・1・2級—基本手筋から実戦問題まで120題 実力判定（2004年8月、成美堂出版、ISBN 4-415-02837-3）
- フィードバック方式定跡次の一手—初段への近道（2005年12月、日本将棋連盟、ISBN 4-8197-0382-X）
- 最前線物語2（2006年8月、浅川書房、ISBN 4-86137-014-0）
- 実戦手筋次の一手(将棋パワーアップシリーズ)（2007年11月、創元社、ISBN 978-4422751214）
- プロへの道（2009年5月、日本将棋連盟、ISBN 978-4839932640）
- 最新の振り飛車対策(プロ最前線シリーズ)（2011年10月、日本将棋連盟、ISBN 978-4839939861）
- 将棋・終盤の教科書(将棋の教科書シリーズ)（2014年5月、マイナビ、ISBN 978-4839951917）
- 深浦康市の振り飛車なんてこわくない(NHK将棋シリーズ) （2019年11月、NHK出版、ISBN 978-4140162729)
- 斬り合いで勝つ! 深浦の居飛車穴熊(マイナビ将棋BOOKS)（2021年1月、マイナビ出版、ISBN 978-4839975241）

### 監修
- 歩武の駒（1999年 - 2000年、作画：村川和宏、小学館）